# Glaucosphaera cyanea
Espèce
Glaucosphaera cyanea est une espèce d’Insectes coléoptères de la famille des Chrysomelidae. 